# 큰앵초
큰앵초(-櫻草)는 앵초과에 속하는 여러해살이풀이다.

## 생태
깊은 산의 응달이나 물가나 습지에서 자란다. 키는 30~40 센티미터쯤 되며 전체에 잔털이 난다. 잎은 뿌리에서 나는데 잎자루가 15~25 센티미터로 길고, 길이나 너비가 6~15 센티미터쯤 되는 원형 또는 신장상 심장형이다. 가장자리가 얕게 갈라지며 불규칙한 톱니가 있다. 꽃은 진분홍색으로 통꽃이고 7-8월에 핀다. 잎자루의 두 곱쯤 되는 꽃자루 끝에 1-4층의 꽃이 달리며 각 층에 5-6개의 꽃이 달린다. 열매는 삭과이다.

## 사진

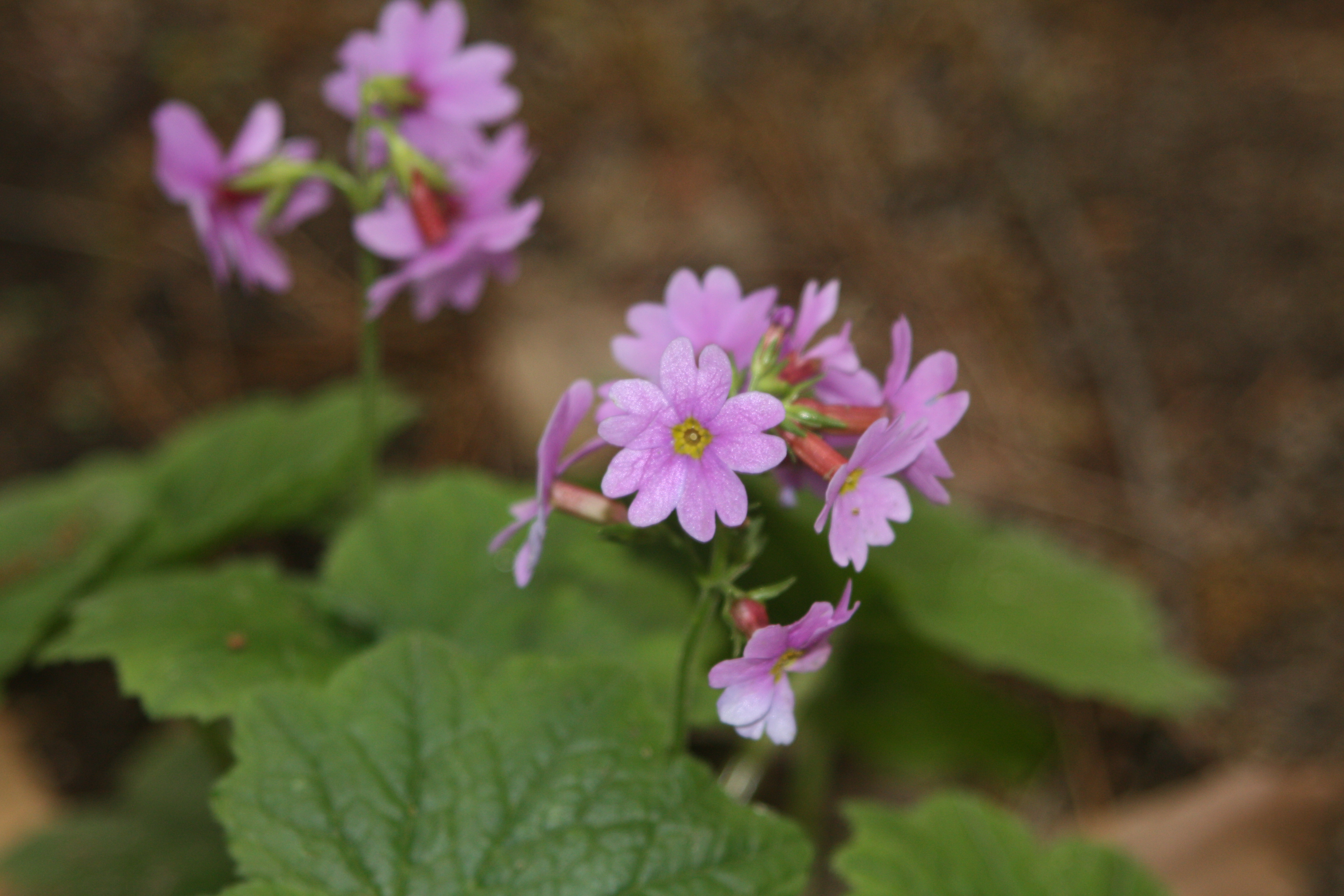
꽃

## 참고 문헌
- 고경식; 김윤식 (1988). 《원색한국식물도감》. 아카데미서적.